# Distretto di Dalseo
Dalseo (Hangŭl: 달서구; Hanja: 達西區) è un distretto di Daegu. Ha una superficie di 62,27 km² e una popolazione di 610.000 abitanti al 2004.